# Leave Home (The Chemical Brothers)
Leave Home è un singolo del duo di musica elettronica britannico The Chemical Brothers, pubblicato nel 1995 ed estratto dal loro primo album Exit Planet Dust.
In Italia il brano è noto come sigla del ciclo di Canale 5 Alta Tensione.

## Tracce
- CD

1. Leave Home – 5:33
2. Leave Home (Underworld Mix) – 6:47
3. Leave Home (Sabres of Paradise Mix) – 5:36

## Classifiche
| Classifiche (1995) | Posizione massima |
| ------------------ | ----------------- |
| Regno Unito        | 17                |